# Steffi Walter
Steffi Walter, geborene Martin (* 17. September 1962 in Schlema, Kreis Aue, DDR; † 21. Juni 2017) war eine deutsche Rennrodlerin und zweimalige Olympiasiegerin.

## Leben
In ihrer Heimatstadt Lauter im Erzgebirge startete Steffi Walter im März 1973 ihre sportliche Laufbahn beim SSG Dynamo Lauter in der Leichtathletik. 1976 wechselte sie in die Sektion Rennrodeln des SC Traktor Oberwiesenthal. Sie gewann den Titel bei der Spartakiade 1979 und wurde 1981 Junioren-Europameisterin in Bludenz. Sie wurde von Franz Schneider und Wilfried Juchert trainiert.
Bei den Olympischen Spielen 1984 in Sarajevo (unter ihrem Geburtsnamen Martin) und den Olympischen Spielen 1988 in Calgary (unter ihrem Ehenamen Walter) gewann sie jeweils die Goldmedaille im Rodeln. Mit diesen beiden Siegen bei Olympischen Spielen gehört sie neben Sylke Otto und Natalie Geisenberger zu den erfolgreichsten Rodlerinnen. In den Jahren 1983 in Lake Placid und 1985 in Oberhof wurde sie jeweils Weltmeisterin, 1984 Gesamtweltcupsiegerin.
Mit ihrem Mann und drei Kindern lebte Walter zuletzt in Großdubrau (Landkreis Bautzen).
Nach ihrer Laufbahn studierte sie Staat und Recht, arbeitete zunächst in der Kreisverwaltung, später als Physiotherapeutin. Aufgrund lädierter Bandscheiben und Handgelenke als Spätfolgen ihrer Leistungssportkarriere wurde sie im Alter von 45 Jahren als invalid pensioniert.
Im Juni 2017 erlag sie im Alter von 54 Jahren einem Krebsleiden.

## Erfolge

### Weltcupsiege
Einzel
| Nr. | Datum         | Ort          | Bahn                                  |
| --- | ------------- | ------------ | ------------------------------------- |
| 1.  | 21. Feb. 1982 | Königssee    | Kombinierte Kunsteisbahn am Königssee |
| 2.  | 26. Feb. 1984 | Königssee    | Kunsteisbahn Königssee                |
| 3.  | 4. März 1984  | Oberhof      | Rennrodelbahn Oberhof                 |
| 4.  | 3. Feb. 1985  | Hammarstrand | Bobbahn Hammarstrand                  |
| 5.  | 24. Feb. 1985 | Königssee    | Kunsteisbahn Königssee                |
| 6.  | 16. Feb. 1986 | Lake Placid  | Olympia-Bobbahn Lake Placid           |

## Ehrungen und Auszeichnungen
- Medaille Meister des Sports (1982)
- Goldener Ehrenring des NOK der DDR (1984)
- Vaterländischer Verdienstorden in Gold (1984, 1986)
- Ehrenspange zum Vaterländischen Verdienstorden in Gold (1988)
- Medaille Verdienter Meister des Sports in Gold (1983, 1984, 1985, 1988)
- Ehrenbürgerwürde von Lauter im Erzgebirge (1998)